# Splendid Palace
Lo Splendid Palace (letteralmente “Palazzo Splendido”) è il nome internazionale di un cine-teatro di Riga, capitale della Lettonia. Composto da tre sale cinematografiche, che contengono 863 posti in tutto, l'edificio è inserito nella lista dei monumenti lettoni di rilevanza nazionale.

## Storia
L'edificio "Splendid Palace" fu costruito nel 1923 come cinema con 824 posti a sedere. Il progetto del cinema è stato sviluppato dall'architetto Frīdrihs Skujiņš, mentre le strutture decorative dagli scultori Rihards Maurs e Jēkabs Legzdiņš, che hanno lavorato nella grande sala. Le pareti e il soffitto sono stati dipinti da Hermanis Grīnbergs. L'inaugurazione dello Splendid Palace avvenne colla visione del film Sotto due bandiere di Tod Browning, che ha avuto luogo il 30 dicembre del 1923. Nell'ottobre 1929, il primo film sonoro realizzato nei Baltici ― "Dziedošais nerrs" ― fu proiettato in questo cinema.
Nel 1952 il cinema fu ribattezzato "Riga". Nel 1969 costruì il cinema "Spartaks", che oggi è il cinema Mazā zāle.

Dal 2006 al 2010 nel cinema si sono svolti lavori di ricostruzione, durante i quali sono stati rinnovati gli interni e modernizzate le attrezzature cinematografiche. Nel 2011, il cinema ha riacquistato il suo nome storico.
Dal 1994 il cinema è membro dell'associazione cinematografica europea "Europa Cinemas", e, dal 2007, dell'associazione dei cinema d'arte "Art Cinema".